# آب چنار (ایذه)
آب چنار، روستایی از توابع بخش مرکزی شهرستان باغملک در استان خوزستان ایران است.

## جمعیت
این روستا در بخش مرکزی شهرستان باغملک قرار دارد و براساس سرشماری مرکز آمار ایران در سال ۱۳۸۵، جمعیت آن ۵۹ نفر (۸خانوار) بوده‌است.